# Кузьминка (Буздяцький район)
Ку́зьминка (рос. Кузьминка, башк. Кузьминка) — присілок у складі Буздяцького району Башкортостану, Росія. Входить до складу Канли-Туркеєвської сільської ради.
Населення — 44 особи (2010; 73 у 2002).
Національний склад:
- башкири — 66 %
- росіяни — 34 %